# 金坑站 (本溪)
金坑站位于辽宁省本溪市南芬区北台镇，为沈丹铁路上的一个火车站。建于1904年。
距离沈阳站104公里，丹东站173公里，隶属沈阳铁路局管辖。现为四等站。